# Andrzej Kowalski
Andrzej Kowalski (* 1959) ist ein ehemaliger polnischer Skispringer.
Kowalski trat in der Weltcup-Saison 1979/80 bei insgesamt dreizehn Weltcup-Springen an. Bei den Springen zur Vierschanzentournee 1979/80 blieb er jedoch erfolglos und landete meist nur auf den hintersten Plätzen. Nachdem er beim Weltcup im heimischen Zakopane mit einem 23. Platz bereits Fortschritte hatte erkennen lassen, sprang er beim darauffolgenden Weltcup-Springen im französischen Saint-Nizier auf den 12. Platz und gewann so seine ersten und einzigen vier Weltcup-Punkte. Am Ende der Saison stand er damit auf dem 88. Platz in der Weltcup-Gesamtwertung. 
Auch auf nationaler Ebene blieb Kowalski weitgehend erfolglos. So gewann er seinen einzigen Meistertitel im Mannschaftsspringen gemeinsam mit Jan Łoniewski, Tadeusz Fijas und Jarosław Mądry von der Großschanze in Zakopane.
Kowalski ist der Sohn des ehemaligen Skisportlers Aleksander Kowalski.